# 1186
Năm 1186 trong lịch Julius.